# Víctor Ávila
Víctor Manuel Ávila Haro (Culiacán, 27 marzo 1977) è un ex cestista messicano.

## Carriera
Con il Messico ha disputato tre edizioni dei Campionati americani (2003, 2005, 2007).